# Augraben (Wern)
Der Augraben  ist ein fast 41⁄2 Kilometer langer Mittelgebirgsbach in der unterfränkischen Münnerstädter Hochfläche und ein nordöstlicher und linker Zufluss der Wern, der in den  bayerischen Landkreisen Bad Kissingen und Schweinfurt verläuft. Der Augraben ist Teil des hydrologischen Hauptstrangs der Wern und wird deshalb von vielen als deren Oberlauf angesehen.

## Geographie

### Verlauf

#### Quellgebiet
Der Augraben, ein  feinmaterialreicher, karbonatischer Mittelgebirgsbach des Keupers, entspringt auf einer Höhe von 326 m ü. NHN am Südwestrand der Gemeinde Rannungen  in der Flur Breite Wiese in einem Gehölz einige Meter südlich der Ludwig-Erhard-Straße. Rund 50 Meter nördlich der Quelle steht am Rande der Ludwig-Erhard-Straße auf einer Rundsäule die Figur des kreuztragenden Heiland und am Fuß der Säule ist eine Figurennische mit der Darstellung der Mater dolorosa. Etwas weiter westlich davon liegt das Atelier des Bildhauers Dierk Berthel.
Die Talfüllung des Augrabens besteht dort aus pleistozän- bis holozänzeitlichen, polygenetisch abgelagerten Sedimenten, vorwiegend aus Lehm und Sand, teils mit kiesigen Anteilen. Sie sind das Ergebnis wiederholter Erosions- und Akkumulationsprozesse und spiegeln die morphodynamische Aktivität im Einzugsgebiet wider. Die Böden über der Talfüllung sind überwiegend kalkhaltige Kolluvisole, häufig pseudovergleyt, aus grusführendem Schluff bis Lehm.
Die Hänge werden von Gesteinen des Oberen Muschelkalks gebildet (Trochitenkalk- und Meißner-Formation). Es handelt sich dabei um eine Wechsellagerung dichter, fossilführender Kalksteine mit Tonmergelsteinlagen, die sowohl die Böden als auch die Geländeformen der Umgebung prägen und von (Para-)Rendzinen, gebildet aus dem kalkreichen Ausgangsgestein des Muschelkalks, überlagert werden.

#### Weiterer Verlauf
Der Augraben fließt zunächst in südwestlicher Richtung, begleitet von einem Feldweg auf seiner rechten Seite, durch die Flur Schleifeck, die überwiegend ackerbaulich genutzt wird. Dabei beschreibt er eine leichte Kurve nach Süden. Am rechten Ufer passiert er eine kleine Kläranlage. Auf der gegenüberliegenden Seite, an den nordwestlichen und westlichen Hängen eines flachen Rückens, befinden sich mehrere Feldhecken. Diese bestehen aus Schlehe, Weißdorn und Wildrosen, durchsetzt mit alten Weidenbüschen, die einen gestuften, ökologisch wertvollen Heckensaum bilden.
Etwa 300 Meter bachabwärts, nun fast exakt südwärts fließend, nimmt der Augraben auf seiner linken Seite den zuletzt aus dem Ostsüdosten kommenden Leingraben auf. In seinem weiteren Verlauf folgt er dessen Richtung und zieht leicht mäandrierend nach Westen am Nordhang des 368 m ü. NHN hohen und  mit Mischwald bewaldete Hesselbergs entlang. Während der Bach durch die offene und ackergeprägte Münnerstädter Hochfläche verläuft, liegt der Osthang des Hesselbergs noch im Bereich des Hesselbacher Waldlands.
Der Bach passiert dann eine größere Kläranlage mit drei Becken, die südwestlich von Rannungen liegt. Auch hier ist der Augraben von intensiv genutztem Ackerland eingerahmt, das abschnittsweise von schmalen Gehölzstreifen begleitet wird. Der Bachverlauf bleibt weiterhin leicht geschwungen, mit typischer Talsandfüllung und sanft abfallenden Terrassenrändern. Er schlägt dann zunehmend einen Südkurs ein und erreicht den Nordrand des Rannunger Grundes. Dabei säumen Hecken seinen Lauf, die an natürlichen Böschungen, zwischen Ackerschlägen oder entlang von Feldwegen stehen. Kurz darauf nimmt der Augraben von rechts einen namenlosen, nur periodisch wasserführenden Zufluss auf. Im weiteren Verlauf durchzieht er den flach eingesenkten Rannunger Grund. Auf seiner linken Seite begleitet ihn ein Mosaik aus Magerrasen- und Saumstreifen, die sich an den westexponierten, randlich lichten Waldrand eines Kiefernforsts anschließen. Rechts dagegen folgen ihm naturnahe Feldhecken mit eingestreuten Eichengehölzstreifen und einem dichten Unterwuchs aus Haselsträuchern.
Südlich der Flur Happerthal  überquert er die Gemeindegrenze von Rannungen nach Pfersdorf und tritt dabei vom Landkreis Bad Kissingen in den Landkreis Schweinfurt über. Im weiteren Verlauf durchzieht der Augraben einen begleitenden Grünstreifen innerhalb des südlichen Rannunger Grundes. Auf der linken Seite verläuft er entlang des Randes des mit Nadelholz bestandenen Waldgewanns Hirschtannen, während sein rechtes Ufer weiterhin von offenem Ackerland begleitet wird. Der Bach hält dabei einen Abstand von etwa 150 Metern östlich zur Gemarkungsgrenze zwischen Rottershausen und Pfersdorf.
Kurz darauf umfließt er auf seiner linken Seite einen flachen Hügel und passiert dabei rechts einen Modellflugplatz der MFG Condor e.V Schweinfurt. Etwas südöstlich erstreckt sich dort ein strukturreicher Gebüschzug mit breiten Saumzonen. Die Vegetation ist von Schlehen, Weißdorn und Wildrosen geprägt, durchsetzt mit kleineren bis mittelhohen Eichen und einzelnen Kiefern. Auf der rechten Seite erhebt sich die Rottershauser Höhe, ein 328 Meter hoher Hügel mit bewaldeter Kuppe, dessen Flanken überwiegend landwirtschaftlich genutzt werden.  In älteren Flurkarten erscheint sie auch unter dem Namen Zaengleinsberg.
Der nun fast exakt südwärts fließende Augraben tritt anschließend in eine strukturreiche Offenlandschaft aus Feldern, Wiesen und vereinzelten Hecken ein. Beidseits des Tals wird das Gelände zunehmend von sanft geneigten Muschelkalkhängen gesäumt, die dem Bachlauf ein flach ausgeprägtes Talprofil verleihen. Linienhafte Baumgruppen und gestufte Feldhecken durchziehen die Flur und gliedern das Mosaik der Nutzflächen. Etwas weiter bachabwärts bei der Flur Hinterranken erhält der Augraben auf seiner linken Seite Zufluss von einem nur intermittierend wasserführenden Bächlein, das von den Osthängen der Rottershauser Höhe herabkommt.
Bei der Flur Wiesen obern Aubrunnen  schlägt der Bach daraufhin eine südwestliche Richtung ein und verläuft nun in einer schwach eingeschnittenen, aber deutlich ausgeprägten Talform. Dabei öffnet sich das Gelände zunehmend, das Tal weitet sich, und die Flur wird nun stärker von ackerbaulicher Nutzung geprägt. Innerhalb dieser weiten, leicht geneigten Muschelkalklandschaft bleiben kleinräumige Elemente wie Wiesenstreifen, Altgrasfluren und krautreiche Saumbereiche erhalten, die den linearen Verlauf des Augrabens ökologisch begleiten und strukturieren.
Nach der Einmündung des kleinen Seitenbachs von der Rottershauser Höhe fließt der Augraben in südwestlicher Richtung durch eine zunehmend offene Talmulde, die sanft in die Niederung der Wern übergeht. Der Gewässerverlauf bleibt leicht geschwungen, begleitet von Wiesenstreifen, Ackern und lockeren Gehölzgruppen.

#### Mündung
Schließlich erreicht der Augraben am Rand der Flur „Obern Aubrunnen“, rund 800 Meter nordöstlich des Ortsrandes des zu Poppenhausener Gemeindeteils Pfersdorf, seinen Endpunkt: Auf etwa 286 Metern über NHN mündet er dort von rechts in die junge Wern. Sein  4,5 Kilometer langer Lauf endet etwa 40 Höhenmeter unterhalb seiner Quelle, er hat somit ein mittleres Sohlgefälle von circa 9 ‰.
Die Mündung liegt in einem schmalen Grünstreifen zwischen ackerbaulich genutzten Flächen, unmittelbar an einem kleinen Feldweg, der die Niederung quert. Die umgebende Landschaft ist durch offene Grünlandflächen geprägt. Am flach geneigten, westexponierten Talhang säumen dichte Hecken aus Schlehe und Weißdorn das Gelände. Alte Weißdornbüsche, eingestreute Rosen und vereinzelt Holundersträucher verleihen diesen Strukturen einen naturnahen Charakter. Die Wernquelle liegt in unmittelbarer Nähe zur Mündung des Augrabens, führt jedoch deutlich weniger Wasser. Obwohl sie traditionell als Ursprung der Wern gilt, stellt der Augraben aus hydrologischer Sicht den eigentlichen Hauptstrang im Quellgebiet der Wern dar.

### Einzugsgebiet
Das Einzugsgebiet des Augrabens umfasst rund 16,1 km² und liegt im Naturraum Wern-Lauer-Platten. Es wird über die Wern, den Main und schließlich den Rhein zur Nordsee entwässert.
Es grenzt
- im Nordosten an das Einzugsgebiet des Talwassers, das über die Lauer und die Fränkische Saale in den Main entwässert;
- im Südosten an das des Pfersbachs, der in die Wern mündet;
- im Südwesten an das des Behrwiesengrabens, eines weiteren Zuflusses der Wern;
- im Westen an das des Wernzuflusses Poppenhausener Gemeindegraben;
- im Nordwesten an das des Lollbachs, der ebenfalls in die Fränkische Saale mündet sowie
- ansonsten an das Einzugsgebiet der Wern direkt.

Die höchste Erhebung ist der Hunnenhag mit rund 389 m ü. NHN im Norden des Einzugsgebiets.

### Zuflüsse
Zuflüsse von der Quelle zur Mündung, soweit namentlich bekannt
- Leingraben (links), 2,0 km[15]

### Flusssystem Wern
- Fließgewässer im Flusssystem Wern